# Onthophagus orientalis
Onthophagus orientalis är en skalbaggsart som beskrevs av Edgar von Harold 1868. Onthophagus orientalis ingår i släktet Onthophagus och familjen bladhorningar. Inga underarter finns listade i Catalogue of Life.